# 斯蒂芬·弗里尔斯
斯蒂芬·阿瑟·弗里尔斯爵士（英語：Sir Stephen Arthur Frears，1941年6月20日—），英国电影导演。

## 生平
斯蒂芬·弗里尔斯出生于英格兰莱斯特，于1960年至1963年就读于剑桥大学三一学院，专业是法律。但是在此期间他已开始投身电视制作。1972年，他执导了第一部电影。到1980年代中期，他已经小有名气。1988年，他赴好莱坞执导了令他声名大噪的《孽戀焚情》，并凭《千网危情》（The Grifters）一片获得奥斯卡最佳导演奖提名。2007年，他凭借《黛妃與女皇》一片再次获得奥斯卡最佳导演奖提名。2013年作品《菲洛梅娜》入围威尼斯影展主竞赛单元，并获得第86届奥斯卡金像奖最佳影片、改编剧本等四项提名。

## 作品

### 电影
| 电影   | 电影                   | 电影 | 电影 |
| 年份   | 片名                   | 备注 |      |
| ------ | ---------------------- | --- | ---- |
| 1971年 | 《警探》               | |      |
| 1984年 | 《打击惊魂》           | |      |
| 1985年 | 《我的美麗洗衣店》     | |      |
| 1987年 | 《豎起你的耳朵》       | 提名—金棕櫚獎 |      |
| 1987年 | 《睡遍伦敦》           | |      |
| 1988年 | 《孽戀焚情》           | 提名—英國電影學院獎最佳導演                                                                                       |      |
| 1990年 | 《致命賭局》           | 提名—奧斯卡最佳導演獎                                                                                             |      |
| 1992年 | 《小人物大英雄》       | |      |
| 1996年 | 《致命化身》           | 提名—金熊獎 |      |
| 1996年 | 《情繫快餐車》         | 提名—金棕櫚獎 |      |
| 1998年 | 《非戀不可》           | 提名—金熊獎 |      |
| 2000年 | 《失戀排行榜》         | |      |
| 2000年 | 《童言有忌》           | 提名—金獅獎 |      |
| 2002年 | 《美麗壞東西》         | 提名—英國電影學院獎最佳英國影片 提名—金獅獎                                                                       |      |
| 2005年 | 《歌舞廳最後一夜》     | |      |
| 2006年 | 《英女皇》             | 提名—奧斯卡最佳導演獎 提名—金球獎最佳導演 提名—英國電影學院獎最佳英國影片 提名—英國電影學院獎最佳導演 提名—金獅獎 |      |
| 2009年 | 《真愛初體驗》         | 提名—金熊獎 |      |
| 2010年 | 《塔瑪拉小姐》         | |      |
| 2012年 | 《賭城風雲》           | |      |
| 2013年 | 《菲洛梅娜》           | 提名—英國電影學院獎最佳英國影片 提名—金獅獎 提名—奥斯卡最佳影片                                                   |      |
| 2015年 | 《是誰在造神？》       | |      |
| 2016年 | 《走音天后》           | 提名—金球獎最佳音樂及喜劇電影                                                                                     |      |
| 2017年 | 《维多利亚与阿卜杜勒》 | |      |
| 2022年 | 《失踪的国王》         | |      |

### 電視電影
- 《三人同舟（英语：Three Men in a Boat (1975 film)）》（1975）
- 《Me! I'm Afraid of Virginia Woolf（英语：Me! I'm Afraid of Virginia Woolf）》（1978）
- 《Afternoon Off（英语：Afternoon Off）》（1979）
- 《倒霉孩子（英语：Bloody Kids）》（1979）
- 《華特（英语：Walter (1982 film)）》（1982）
- 《Walter and June（英语：Walter (1982 film)）》（1983）
- 《Saigon: Year of the Cat（英语：Saigon: Year of the Cat）》（1983）
- 《December Flower（英语：December Flower）》（1984）
- 《The Bullshitters: Roll Out The Gunbarrel（英语：The Bullshitters: Roll Out The Gunbarrel）》（1984）
- 《Mr. Jolly Lives Next Door（英语：Mr. Jolly Lives Next Door）》（1987）
- 《唠叨人生（英语：The Snapper (film)）》（1993）
- 《核戰爆發令（英语：Fail Safe (2000 film)）》（2000）
- 《君子協定（英语：The Deal (2003 film)）》（2003）
- 《拳王阿里的聖戰（英语：Muhammad Ali's Greatest Fight）》（2013）

### 電視劇
- 《英式醜聞》（2018，迷你劇）
- 《婚情咨商》（2019-2022）

## 荣誉
- 1982，获奖：BAFTA TV Award最佳单一剧集 BBC2 Playhouse: Going Gently (#7.27)
- 1989，获奖：恺撒奖最佳外语片 Dangerous Liaisons
- 1990，提名：奥斯卡最佳导演奖 The Grifters
- 1995，获奖：哥雅奖最佳欧洲电影 The Snapper
- 1996，提名：金酸梅奖最差导演 Mary Reilly
- 1996，提名：第46届柏林影展金熊奖 Mary Reilly[2]
- 1999，获奖：第49届柏林影展银熊奖最佳导演奖 The Hi-Lo Country[3]
- 2003，获奖：BAFTA TV Awards最佳单一剧集 The Deal
- 2006，提名：奥斯卡最佳导演奖 The Queen
- 2007，获奖：哥雅奖最佳欧洲电影 The Queen
- 2009，获得法兰西艺术与文学勋章[4]

## 外部連結
- 斯蒂芬·弗里尔斯在互联网电影资料库（IMDb）上的資料（英文）